# Terry Moor
Terry Moor (Hartford, 23 aprile 1952) è un ex tennista statunitense.

## Carriera
È riuscito a vincere cinque titoli a livello professionistico, due in singolare e tre nel doppio.
In singolare è arrivato fino alla trentaduesima posizione mondiale nell'ottobre 1984, nei tornei dello Slam ha ottenuto come miglior risultato la finale del Roland Garros 1981 in coppia con Eliot Teltscher.

## Statistiche

### Singolare

#### Vittorie (2)
| Numero | Anno            | Torneo                                 | Superficie  | Avversario in finale | Punteggio     |
| 1.     | 31 ottobre 1979 | Japan Open Tennis Championships, Tokyo | Terra rossa | Pat Du Pré           | 3-6, 7-6, 6-2 |
| 2.     | 12 agosto 1984  | ATP Cleveland, Cleveland               | Cemento     | Martin Davis         | 3–6, 7–6, 6–2 |

### Doppio

#### Vittorie (3)
| Numero | Anno             | Torneo                           | Superficie  | Compagno        | Avversari in finale            | Punteggio                 |
| 1.     | 4 dicembre 1977  | Indian Open, Calcutta            | Terra rossa | Mike Cahill     | Marcelo Lara Jasjit Singh      | 6–7, 6–4, 6–4             |
| 2.     | 6 aprile 1980    | New Orleans Open, New Orleans    | Sintetico   | Eliot Teltscher | Raymond Moore Robert Trogolo   | 6-3, 1-6, 6-3             |
| 3.     | 29 novembre 1981 | South African Open, Johannesburg | Cemento (i) | John Yuill      | Fritz Buehning Russell Simpson | 6-3, 5-7, 6-4, 6-7, 12-10 |